# Poids mouches (catégorie de poids)
Pour les articles homonymes, voir Poids mouches et Poids (homonymie).
Poids mouches est une catégorie de poids en sports de combat.
En boxe anglaise professionnelle masculine, elle concerne les athlètes pesant entre 48,988 kilogrammes (108 lb) et 50,349 kilogrammes (111 lb). En boxe amateur masculine (olympique), la limite est fixée entre 49 et 52 kg tandis que pour les femmes, la plage de poids de la catégorie est comprise entre 48 kg et 51 kg.

## Boxe professionnelle
Le britannique Jimmy Wilde est reconnu comme étant le 1er boxeur champion du monde des poids mouches après sa victoire face à Young Zulu Kid par KO à la 11e reprise le 18 décembre 1916.

### Titre inaugural
| Organisation | Boxeur           | Date              |
| WBA          | Fighting Harada  | 10 octobre 1962   |
| WBC          | Hiroyuki Ebihara | 18 septembre 1963 |
| IBF          | Kwon Soon-chun   | 24 décembre 1983  |
| WBO          | Elvis Álvarez    | 3 mars 1989       |

## Boxe amateur
| - Moins de 47,6 kg : - 1904 - George Finnegan - Moins de 50,8 kg : - 1920 - Frankie Genaro - 1924 - Fidel LaBarba - 1928 - Antal Kocsis - 1932 - István Énekes - 1936 - Willy Kaiser - Moins de 51 kg : - 1948 - Pascual Pérez - 1952 - Nate Brooks - 1956 - Terence Spinks - 1960 - Gyula Török - 1964 - Fernando Atzori - De 48 à 51 kg : - 1968 - Ricardo Delgado - 1972 - Georgi Kostadinov - 1976 - Leo Randolph - 1980 - Petar Lesov - 1984 - Steve McCrory - 1988 - Kim Kwang-sun - 1992 - Choi Chol-su - 1996 - Maikro Romero - 2000 - Wijan Ponlid - 2004 - Yuriorkis Gamboa - 2008 - Somjit Jongjohor - De 49 à 52 kg : - 2012 - Robeisy Ramirez - 2016 - Shakhobidin Zoirov - 2020 - Galal Yafai | - 2012 - Nicola Adams - 2016 - Nicola Adams - 2020 - Stoyka Krasteva |